# ÖBB X630
Die X630 ist eine Bahndienstfahrzeug-Reihe der Österreichischen Bundesbahnen.

## Geschichte
Gestiegene Arbeitsanforderungen sowie geänderte Einsatzbedingungen erforderten für die Bestellung weiterer Oberbauwagen ein modifiziertes Fahrzeug, das mit den neuen Anforderungen fertigwerden konnte. Die Lastschaltgetriebe wurden im härteren Einsatz meistens überlastet, das schnelle Erreichen eine Höchstgeschwindigkeit von 100 km/h und eine höhere Motorleistung waren allerdings erforderlich. Diese Anforderungen konnten von dem Robel-Gleiskraftwagen Bamowag 54.22 mit hydrodynamischem Getriebe am besten erfüllt werden, der aus nach Norwegen gelieferten Fahrzeugen geringfügig weiterentwickelt wurde: Neu gegenüber der Reihe X628 sind eine klimatisierte Fahrerkabine sowie eine große, niederflurige Ladefläche. Der Kran sowie das Fahrzeug können funkferngesteuert werden. Die Bahndienstfahrzeuge der Baureihe X630 verfügen über Sifa, Indusi I60R mit PZB90-Funktion, Zugfunk sowie technischen Funk und GPS-Erinnerungssystem für den Zugleitbetrieb. Alle Fahrzeuge besitzen eine indirekte Bremse und eine Federspeicherbremse.

## Einsatz
Die Fahrzeuge sind österreichweit bei den „Anlagen Service Center“ des Geschäftsbereiches „Integriertes Streckenmanagement“ der ÖBB-Infrastruktur stationiert.